# Nathan Blecharczyk
Nathan "Nate" Blecharczyk (Boston, 1983) es un empresario y multimillonario estadounidense. Es cofundador y director de estrategia de la plataforma Airbnb, y presidente de Airbnb China. Blecharczyk también fue el primer director de tecnología de la empresa. Tenía un patrimonio neto estimado de $ 9.300 millones de dólares en julio de 2021.

## Primeros años
Blecharczyk nació en 1983, hijo de Sheila (de soltera Underwood) y Paul Steven Blecharczyk, que es polaco-estadounidense. Creció en una familia de clase media alta en Boston, Massachusetts. Asistió a Boston Latin Academy. Durante la escuela secundaria, ganó dinero creando su propio negocio de software. Su negocio de alojamiento web proporciona servicios a los spammers y apareció en Spamhaus "Registro de Operadores de spam conocidos (ROKSO)", que enumera los servicios de la parte superior de spam. Continuó escribiendo programas mientras asistía a la Universidad de Harvard en busca de una licenciatura en ciencias de la computación, y ganó suficiente dinero para pagar su matrícula antes de abandonar su negocio de alojamiento web para concentrarse en sus estudios en 2002. También formó parte del personal comercial de The Harvard Crimson durante su tiempo en Harvard.

## Carrera profesional
Blecharczyk comenzó su carrera como ingeniero en OPNET Technologies en 2005. Se desempeñó como desarrollador líder en Batiq en 2007. En 2008, Blecharczyk se asoció con Brian Chesky y Joe Gebbia para fundar Airbnb, se desempeñó como el primer director de tecnología de la compañía y codificó el sitio web original de la compañía usando Ruby on Rails. Más tarde ese año, después de no conseguir fondos, los fundadores compraron cantidades masivas de cereal, diseñaron envases con las marcas "Obama O's" y cereal "Cap'n McCain" para vender en la Convención Nacional Demócrata en Denver, Colorado. Originalmente pensada como una táctica de marketing, la compañía vendió suficiente cereal para recaudar $ 30,000 y finalmente atrajo la atención del cofundador de Y Combinator, Paul Graham, quien les dio $ 20,000 a principios de 2009 y aceptó a la compañía en el programa de financiación inicial de Y Combinator.
Blecharczyk supervisó la expansión de Airbnb en Cuba en 2015. El 1 de junio de 2016, Blecharczyk, Chesky y Gebbia se unieron junto a Warren Buffett y Bill Gates en 'The Giving Pledge', un grupo selecto de multimillonarios que se han comprometido a donar la mayor parte de su riqueza.
A principios de 2017, Blecharczyk pasó a ser director de estrategia en Airbnb. Blecharczyk fue anunciado como presidente de Airbnb China, también conocido como Aibiying, en octubre de 2017.
En el verano de 2019, Sean Joyce, entonces un alto funcionario de Airbnb, expresó su preocupación después de que los funcionarios del gobierno chino pidieron a Airbnb un mejor intercambio de datos en China. El Wall Street Journal informó que Blecharczyk respondió que la empresa no estaba allí para "promover los valores estadounidenses".
Según Forbes, tenía un patrimonio neto estimado de $ 9.300 millones de dólares en julio de 2021.

## Vida personal
Blecharczyk reside en San Francisco, California. Está casado con Elizabeth Morey Blecharczyk, una neonatóloga. Tiene dos hijos.